# Nathanael Pringsheim

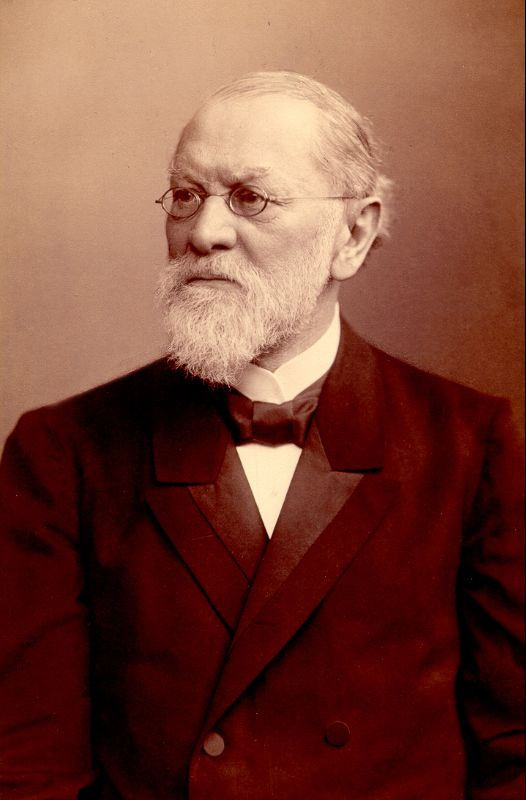
Nathanael Pringsheim (um 1890)

Nathanael Pringsheim (* 30. November 1823 in Landsberg O.S., Landkreis Rosenberg, Provinz Schlesien; † 6. Oktober 1894 in Berlin) war ein schlesisch-preußischer, deutscher Botaniker und Geheimrat. Sein offizielles botanisches Autorenkürzel lautet „Pringsh.“.

## Leben und Wirken
Nathanael Pringsheim entstammte der deutsch-jüdischen Kaufmannsfamilie Pringsheim aus Schlesien. Er heiratete 1851. Seine Ehefrau starb 1893. Seine Tochter Margarethe heiratete den Chemiker Albert Ladenburg aus Mannheim.
Sein Spezialgebiet war die Erforschung der Algen. Er war 1851 Privatdozent an der Universität Berlin, 1864 Professor für Botanik an der Universität Jena und Direktor des Botanischen Gartens. 1868 wechselte er als Professor für Botanik wieder an die Universität Berlin.
Am 29. März 1860 wurde er zum ordentlichen Mitglied an der Akademie der Wissenschaften Berlin-Brandenburg ernannt mit Bestätigung vom 9. Mai. Am 30. Juni 1864 wurde er Ehrenmitglied. 1869 wurde er korrespondierendes Mitglied der Académie des sciences. Außerdem gehörte er zu den Gründungsmitgliedern der Berliner Gesellschaft für Anthropologie, Ethnologie und Urgeschichte. Ab 1879 war er auch korrespondierendes Mitglied der Bayerischen Akademie der Wissenschaften. Die Académie royale des Sciences, des Lettres et des Beaux-Arts de Belgique nahm ihn im Dezember 1874 als assoziiertes Mitglied auf.

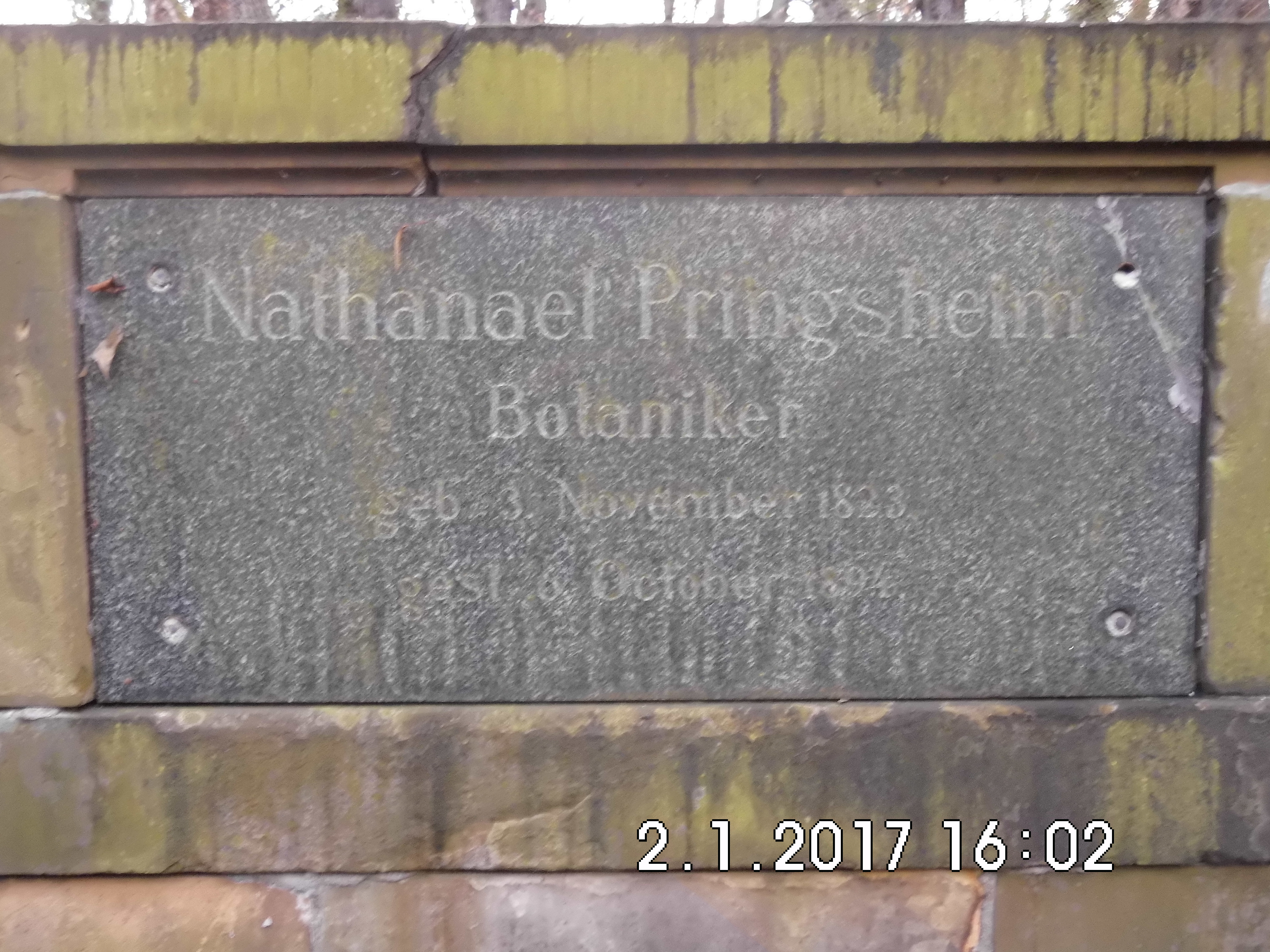
Mazevah Pringsheims auf dem Jüdischen Friedhof Schönhauser Allee, Berlin, Feld E, am Weg, der etwa gegenüber dem Tor zum Judengang beginnt

 1882 gründete er in Berlin die Deutsche Botanische Gesellschaft (DBG) und war Herausgeber der Jahrbücher für wissenschaftliche Botanik. Die Nathanael-Pringsheim-Gesellschaft zur Förderung der Biologischen Anstalt Helgoland e. V. in Hamburg wurde nach ihm benannt. Ebenfalls 1882 erhielt er die Cothenius-Medaille der Leopoldina. 1893 erhielt er den Bayerischen Maximiliansorden für Wissenschaft und Kunst und wurde im selben Jahr Ehrenmitglied der Russischen Akademie der Wissenschaften in St. Petersburg.

## Schriften (Auswahl)
- Untersuchungen über den Bau und die Bildung der Pflanzenzelle. Hirschwald, Berlin 1854. (Digitalisat Band 1)
- Zur Kritik und Geschichte der Untersuchungen ueber das Algengeschlecht. Hirschwald, Berlin 1857. (Digitalisat)
- Über die Befruchtung und Keimung der Algen und das Wesen des Zeugungsactes. Akademie der Wissenschaften, Berlin 1855. (Digitalisat)
- Untersuchungen über das Chlorophyll. Akademie der Wissenschaften, Berlin. (Band 3), (Band 5)
- Gesammelte Abhandlungen. Fischer, Berlin 1895–1896. (Digitalisat Band 1), (Band 2)